# نیکولا راپن
نیکولا راپن (به فرانسوی: Nicolas Rapin) شاعر قرن شانزدهم میلادی اهل فرانسه است.